# Albert Fontelles-Ramonet
Albert Fontelles-Ramonet (Solsona, Solsonès, 1989) és un músic català, intèrpret de flauta travessera i flabiol i tamborí a la Cobla Marinada, així com director de la Cobla Juvenil Ciutat de Solsona. Es doctorà al 2020 en Art i Musicologia per la Universitat Autònoma de Barcelona amb una tesi sobre la Cobla Barcelona. Actualment és professor a la Universitat de Vic i a l'Institut del Teatre.

## Biografia
Va néixer l'any 1989 a Solsona, ciutat on inicià els seu estudis musicals a l'Escola Municipal de Música de la ciutat, prosseguint la seva formació posterior al Conservatori Municipal de Música de Barcelona, on finalitzà els estudis de flauta travessera i flabiol i tamborí amb el Premi d'Honor. Posteriorment, es va graduar en Interpretació per la Escola Superior de Música de Catalunya.
Com a investigador, les seves recerques se centren en la música espanyola i catalana de l’època contemporània, destacant els estudis sobre Igor Stravinsky, Manuel de Falla i Joaquín Turina, i la seva tesi doctoral sobre la primera etapa de la Cobla Barcelona.
Com a intèrpret, és membre de la Cobla Marinada i ha col·laborat amb altres agrupacions musicals, com la Cobla de Cambra de Catalunya o l'Orquestra Simfònica de Barcelona i Nacional de Catalunya. Ha participat en l'enregistrament d'una vintena de discs, entre els quals destaquen la Integral de música per a cobla de Juli Garreta dirigida per Bernat Castillejo, l'òpera La viola d'or d'Enric Morera dirigida per Diego Martín-Etxebarría (Premi Enderrock 2016 de la crítica al millor disc de clàssica); el disc "Eduard Toldrà: sardanes" dirigit per Antoni Ros-Marbà; la banda sonora de la pel·lícula Ocho Apellidos Catalanes dirigida per Roque Baños; o el disc Mare Uut amb Kaulakau i la Cobla Sant Jordi-Ciutat de Barcelona. També ha col·laborat amb el pianista català Albert Guinovart amb qui va estrenar la Sonata per a flabiol i piano i el Nocturn a Solsona.

## Obra

### Composicions musicals
- Sardana Batalla de Peracamps
- Sardana Elegíaca, estrenada el 17 de desembre de 2016 al Teatre Comarcal de Solsona per part de la Cobla Juvenil Ciutat de Solsona i dedicada al Mestre Geganter Manelet Casserras.[17]

### Publicacions escrites
- Estudi i recuperació del patrimoni musical de Solsona: “Ballet de Solsona”
- Maria del Claustre de Joaquim Serra, 12è número de la revisa Oppidum (2015)[18]
- La cobla Barcelona (1922-1929), un projecte noucentista, Tesi doctoral (2022)

## Premis i reconeixements
- Accèssit al Premi Joventut a la Sardana amb la sardana Elegíaca (2017), Concurs LSD 2017.[17]
- Geganter d'Honor de l'Agrupació de Geganters de Solsona (2018). La distinció se li atorgà gràcies al treball de recuperació del patrimoni musical de la Festa Major de Solsona, Festa Patrimonial.[19]
- Premi Solsonès (2018), atorgat pel Consell Cultural Francesc Ribalta per la recuperació del patrimoni musical de la ciutat de Solsona.[20][21]
- Premi Estudis Sardanistes (2022), Premis Capital de la Sardana 2022.[22]
- Premi d'Honor del Conservatori Municipal de Música de Barcelona (2011).[23]